# Vaughan—King—Aurora (circonscription provinciale)
Circonscription électorale provinciale du Canada
Vaughan—King—Aurora est une ancienne circonscription provinciale de l'Ontario représentée à l'Assemblée législative de l'Ontario de 1999 à 2007.

## Historique
| Législature                                                                    | Années    | Député | Député            | Parti                     |
| ------------------------------------------------------------------------------ | --------- | ------ | ----------------- | ------------------------- |
| Vaughan—King—Aurora Circonscription issue de York-Centre et York—Mackenzie     |           |        |                   |                           |
| 37e                                                                            | 1999-2001 |        | Al Palladini (en) | Progressiste-conservateur |
| 37e                                                                            | 2001-2003 |        | Greg Sorbara      | Libéral                   |
| 38e                                                                            | 2003-2007 |        | Greg Sorbara      | Libéral                   |
| Circonscription dissoute parmi Newmarket—Aurora, Oak Ridges—Markham et Vaughan |           |        |                   |                           |